# Adrian Carmack
Adrian Carmack (5 de mayo de 1969) es uno de los cuatro fundadores de id Software, los cuales son Tom Hall, John Romero y John Carmack (no tiene ninguna relación con este último). Él fue uno de los que más acciones tenían en id Software hasta que deja la compañía, en la cual se desempeñó como artista gráfico desde la creación de la misma.
Adrian Carmack dejó id Software en 2005. En su tiempo dijo a la prensa que el sentía que había hecho todo lo que podía en el campo de los videojuegos y que planeaba seguir sus pasiones en el campo del arte. Sin embargo en septiembre de 2005 el Wall Street Journal reveló que Adrian estaba demandando a sus compañeros de negocios porque fue despedido por ellos en un intento de forzarlo a vender sus acciones (41% de la compañía) por $11 millones de dólares bajo los términos de un contrato que quería que anulara la corte. Se piensa que $11 millones de dólares es una fracción del verdadero valor de las acciones, las cuales se piensa que valen cerca de los $43 millones de dólares, después de que la compañía recibiera una oferta de $105 millones de dólares de Activision en 2004.
A Carmack se le acredita por crear el término "gibs".